# Nyersmalom
A nyersmalom a  cementgyártás nyersanyagainak őrlésére szolgáló berendezés. A cementgyártás során itt készül a nyersliszt, amiből először klinker lesz miután átmegy az égetőkemencén, majd a cementmalomban történő újabb őrlés után lesz belőle végül cement. A cementgyártási folyamat nyersmalmi szakasza jelentősen meghatározza (fizikai tulajdonságait tekintve), hogy milyen lesz a kész cement.

## Története
A nyersanyag-őrlési technológia fejlődésének története szorosan összefügg a cement technológia korai történetével. Olyan korai hidraulikus kötőanyagok mint a hidraulikus mész és egyéb természetes cementek mind természetes nyersanyagokból álltak. Mivel ezek az ásványi keverékek természetes állapotban ritkán fordulnak elő, a gyártók mesterségesen próbálták meg könnyen elérhető nyersanyagokból – például mész és agyag – keverni. Kezdetben nehéz volt a 75% mészkőből és 25% agyagból álló megfelelő arányú keveréket elérni, majd égetni és végül „mesterséges cementet” állítani elő. Erre teremtett lehetőséget a kerámiaiparban kifejlesztett „nedves” technológia, mellyel egészen finomra lehetett őrölni az agyagot. Emiatt kezdetben a „nedves” technológia terjedt el a cement iparban, mely során a nyersanyagokat víz hozzáadásával őrölték össze, így egy 20–50%-os víztartalmú iszapot nyertek. Louis Vicat, a mesterséges cement feltalálója, és James Frost, korai brit cementgyártó is ezt a technológiát használta a 19. században, mely egészen 1890-ig a portlandcementhez szükséges nyersliszt előállításának egyetlen módja volt. Az ú.n. „dupla-égetéses” eljárás ennek egy módozata volt, melynél a kemény mészkövet először égették és oltották mielőtt az agyag iszaphoz adták volna. Ezzel elkerülték a kemény kövek őrlését. A kor őrlési technológiája még nem volt magas szintű és az iszap víztartalma is elég magas volt. Az iszapot hatalmas tározókban hagyták állni több héten keresztül, ahol a nagyobb részecskék lekerültek a fenékre és a tetején vízréteg állt, amit időnként leszivattyúztak, amíg a gyúrható agyaghoz hasonlóra nem szilárdult. Ezt felszeletelték, a durva részeket a fenéken hagyták és az égetőkemencében kiégették. A nedves technológia energiafelhasználása viszonylag jó, ezért amikor megjelentek a jobb minőségű száraz-őrlő berendezések, a nedves technológia továbbra is használatban maradt a 20. században.

## Nyersanyagok őrlése
A különböző nyerslisztet kémiailag kényes arányban adagolják, hogy az égetőkemencében kalcium-szilikát (alit és belit) és folyósítószerek (trikalcium-aluminát és ferrit) keletkezzenek. A cementgyártásban a kémiai elemzés adatait oxidokban szokták mérni, melyek közül a nyersliszt tervezésénél a legfontosabb a SiO2, Al2O3, Fe2O3 és CaO. Lényegében bármely anyag lehet nyersliszt összetevő, amiből ezek az oxidok keletkezhetnek. Mivel a legfőbb oxid a CaO, ezért a legfontosabb nyersanyag a mészkő, míg a többi agyagból vagy palás agyagból származik. Apróbb kémiai változtatásokat az alábbi táblázatban található anyagokkal érnek el.
Nyersliszt adalékanyag jellegzetes összetevőinek kémiai elemzése:
| Oxid   | Szürke mészkő | Fehér mészkő | Márga | Agyag | Homok | Kohósalak | Kaolin | Bauxit | Pernye |
| ------ | ------------- | ------------ | ----- | ----- | ----- | --------- | ------ | ------ | ------ |
| SiO2   | 6,6           | 2,1          | 14,1  | 61,6  | 98,0  | 1,3       | 46,1   | 11,1   | 48,1   |
| Al2O3  | 1,5           | 0,3          | 3,3   | 17,5  | 0,9   | 1,2       | 38,5   | 54,4   | 26,5   |
| Fe2O3  | 0,7           | 0,13         | 1,3   | 7,5   | 0,13  | 96,8      | 0,35   | 9,7    | 6,3    |
| CaO    | 48,4          | 53,7         | 43,8  | 1,1   | 0,1   | 0,3       | 0,3    | 0,6    | 4,7    |
| MgO    | 2,0           | 0,8          | 0,7   | 1,1   | 0,0   | 0,6       | 0,1    | 0,1    | 1,2    |
| Na2O   | 0,07          | 0,02         | 0,07  | 0,5   | 0,02  | 0,11      | 0,01   | 0,05   | 0,3    |
| K2O    | 0,27          | 0,08         | 0,43  | 1,9   | 0,37  | 0,05      | 0,09   | 0,05   | 1,3    |
| TiO2   | 0,06          | 0,02         | 0,15  | 0,8   | 0,06  | 0,30      | 0,9    | 2,1    | 1,5    |
| Mn2O3  | 0,03          | 0,01         | 0,02  | 0,12  | 0     | 0,63      | 0      | 0,09   | 0,07   |
| LoI950 | 40,0          | 42,7         | 35,8  | 6,8   | 0,3   | 0         | 13,7   | 20,8   | 9,1    |

Ezen nyersanyagok használatával általánosan ilyen nyerslisztet kapunk:
- Mix 1: Cement általános használatra: 88,0% szürke mészkő, 8,9% agyag, 2,2% homok és 0,9% kohósalak.
- Mix 2: Szulfát álló cement: 87,6% szürke mészkő, 5,2% agyag, 5,0% homok és 2,2% kohósalak.
- Mix 3: Fehér Portland cement: 82,3% fehér mészkő, 6,8% kaolin és 10,9% homok.

Ezen nyerslisztek kémiai elemzése a következő lenne:
| Oxid   | Mix 1 | Mix 2 | Mix 3 |
| ------ | ----- | ----- | ----- |
| SiO2   | 13,46 | 13,91 | 15,55 |
| Al2O3  | 2,91  | 2,30  | 2,96  |
| Fe2O3  | 2,16  | 3,14  | 0,14  |
| CaO    | 42,69 | 42,47 | 44,23 |
| MgO    | 1,86  | 1,82  | 0,67  |
| Na2O   | 0,11  | 0,09  | 0,02  |
| K2O    | 0,41  | 0,35  | 0,11  |
| TiO2   | 0,13  | 0,10  | 0,09  |
| Mn2O3  | 0,04  | 0,05  | 0,01  |
| LoI950 | 35,8  | 35,4  | 36,1  |

A bemutatott nyersanyagok és keverékek csupán általánosnak tekinthetők: jelentős eltérések lehetnek a rendelkezésre álló nyersanyagok függvényében.

## Kis mennyiségű elemek ellenőrzése
A fő oxidok mellett (CaO, SiO2, Al2O3 és Fe2O3) kisebb oxidokkal is keveredhet a klinker, melyek károsak is lehetnek. Mivel a cementhez szükséges nyersanyagokat leggyakrabban a földkéregből termelik ki, ezért valamekkora mennyiségben a periódusos rendszer szinte minden eleme előfordulhat bennük. Ezért a gyártó a káros anyagok mennyiségét minimálisra csökkenti és ellenőrzés alatt tartja. A következő elemek jönnek számításba:
- Fluor: hasznos az égetőkemencében végbemenő folyamatoknál, mivel segít, hogy a klinker alacsonyabb hőmérsékleten is keletkezzen. Azonban ha a klinkerben 0,25%-nál több van, a cement kötési ideje rosszabb lesz.
- Alkálifémek: (elsősorban nátrium) problémát okoznak az égetőkemencében, mivel ammónium-karbonáttá (repülősó) állnak össze. Ezek elpárolognak a kemence égető részében és újra összeállnak a hőcserélő torony hűtő részében, ami elzáródáshoz vezethet. Az alkálifémek a betonra nézve is veszélyesek, ezért sok szabvány korlátozza őket, általában maximum 0,5–0,8% értékekig.
- MgO: 2,5% fölötti arányban már gondot jelent.  A klinker ásványanyagainak szilárdulásában segít, ám 2,5% felett a beton teherbírását csökkenti. Szigorú ellenőrzés mellett az arány felmehet akár 4-6%-ig is.
- P2O5: 0,5% felett lassú kötést eredményez és lassú klinker reaktivitást.
- Klór: mivel ebből is illékony sók keletkeznek, melyek a hőcserélőben dugulást okozhatnak, ezért általában 0,1% a megengedhető maximális értéke.
- TiO2 szinte mindenben előfordul, de ritkán van jelen akkora mennyiségben (~1%), amely problémát okozhatna.
- Króm: allergia miatt szokás 0,0002%-os határt szabni ennek az elemnek, egyébként nincs káros hatással a betonra.
- Mn2O3: nem káros, viszont a cementet jobban befeketíti, mint a vas.
- ZnO: 0,2% felett lassú kötést eredményez és lassú klinker reaktivitást.
- Stroncium és bárium: kalcium helyettesítőként viselkednek, a klinker reaktivitást csak rendre 1,5% illetve 0,2% fölötti mennyiség esetén kezdik csökkenteni.
- Mérgező nehézfémek: ezek közül a kis mennyiségű arzén, szelén,  kadmium,  antimon és  volfrám nem okoz gondot, mert ezek a bázikus klinker szerkezetben anionos formában abszorbeálódnak. Gondosan kell ügyelni ugyanakkor a higany, tallium és az ólom mennyiségére, mert illékony halogeniddé alakulva a távozó gázokkal együtt kijuthat a kemencéből.

## Nedves nyersmalom
A nedves őrlés hatékonyabb a száraznál, mivel a víz körbeveszi az újonnan formált, széttört felületeket és megelőzi azok újbóli összeállását.  A nyersliszt keverése és homogenizálási folyamata is egyszerűbb iszap formában. A keletkező iszap hátránya ugyanakkor, hogy azt azután el kell távolítani, ami sok energiába kerül. Amíg az energia nem került sokba, addig ez a technológia népszerű volt, de 1970 óta a helyzet drámai fordulatot vett és ma már alig épül vizes technológiás cementgyár. A nedves őrlést kétféleképpen történhet: iszapmalomban és golyós malomban.

### Iszapmalom
Ez a legkorábbi nyersmalom technológia, amiben csak olyan puha nyersanyagokat lehetett őrölni, mint a mész vagy az agyag.  Leginkább egy élelmiszer feldolgozóhoz hasonlít. Egy hatalmas edényből áll (15 m átmérőjű is lehetett), amelybe a szétzúzott (250 mm-nél kisebb) nyersanyagokat öntik vízsugár segítségével. Az anyagot forgó keverő rudakkal keverik. Az edény külső fala perforált lemezekből álló rácsokból áll, melyeken keresztül a finom termék be tud jutni. Ha az anyagok puhák, az őrlés hatékony és kevés felesleges hővel jár. Általában két-három iszapmalmot kötnek sorba egyre kisebb kimeneti perforációkkal. A rendszer iszapot készít mindössze 5 kW·h szárazanyag/tonna ráfordítással. A keverőben lévő viszonylagosan kemény anyagok (pl. kovakő) szinte érintetlenek maradnak, és az edények aljára leülnek, ahonnan időnként kiveszik őket.

### Golyósmalom
Golyósmalmokkal már akár a keményebb mészkövet is lehet őrölni. A golyósmalomban egy vízszintes henger található, amely a tengelye körül forog. 15–100 mm-es, gömbölyű, hengeres vagy rúdszerű őrlői vannak, melyek lehetnek acélból vagy különböző kerámiából, melyek a malom térfogatának 20–30%-át foglalják el. A malom palástja acélból vagy gumiból készült lemezekből készül. Az őrlést az őrlőkhöz való csapódás és súrlódás eredményezi. A nyersliszt különböző ásványi összetevőit vízzel együtt folyamatosan adagolják be a malomba, és a végén iszap jön ki belőle. Az iszapdob hasonló elven működik, de abban kevés őrlő van vagy nincs is egyáltalán, mivel az őrlés önmagától megy végbe, ahogy a nagyobb szemek őrlik mindig a kisebbeket. Ezt főleg puha anyagoknál lehet használni.

### Iszapfinomság és nedvességtartalom
Fontos, hogy a nagy részecskéket (kalcium-karbonáthoz > 150 μm és > 45 μm kvarchoz) távolítsák el a nyerslisztből, az égető kemencében lejátszódó kémiai folyamatok megkönnyítése érdekében.  Az iszap esetében a nagyobb darabokat hidrociklonnal vagy szűrőkkel lehet eltávolítani. Ez valamennyi energiába kerül melyet nagynyomású pumpa biztosít.  Ez a folyamat és az iszap keverése és mozgatása az iszap nyúlósságának komoly ellenőrzését igényli. Hígabb iszapot természetesen könnyen elérhetünk víz hozzáadásával, aminek az eltávolítása azonban sok energiába fog kerül. Ezért az iszapot a gyakorlatban olyan sűrűre szokták csinálni, amekkorát a gyári berendezés elbír. A cement nyersliszt pép különböző feszültségeken máshogyan képes folyni. Az iszap pumpálásához szükséges energiát a feszültség változtatásával szabályozzák. Kedvező körülmények között 25% víztartalommal fent tartható az iszap pumpálhatósága.
A nyerslisztek gyakran eltérő keménységű részecskéket tartalmaznak. Ezek egyidejű őrlése nem hatékony, mivel az őrlési energiát a legpuhább anyaghoz mérik. Emiatt a homokot külön szokás őrölni.

## Száraz nyersmalom
Ma már a legtöbb helyen száraz malmot használnak, ami alacsony energiafogyasztást és szén-dioxid kibocsátást tesz lehetővé. A cementhez szükséges nyersanyagokat általában bányásszák ezért bizonyos természetes nedvességgel rendelkeznek. Vizes anyag őrlése nem hatékony mivel makacs sár keletkezik. Másfelől könnyebb megszárítani egy jó minőségű anyagot mint egy durvát, mert a nagy részecskék több nedvességet raktároznak. Ezért a nyersmalomban általában egyidejűleg történik a nyersanyagok szárítása és  őrlése.  Forró levegő kemence is szolgáltathatja a hőt, ám általában a kemencéből felszabaduló felesleges forró gázokat szokták használni. Emiatt a nyersmalmot közel helyezi a hőcserélő toronyhoz. A nyersmalom lehet: golyósmalom, görgős malom vagy kalapácsos (törő-) malom.

### Golyósmalom
A golyósmalom hasonlít a cement malomhoz, de gyakran nagyobb gázárammal. A gáz hőmérsékletét hideg levegővel szabályozzák a száraz termék biztosítása érdekében, nehogy a malmot túlfűtsék. A termék áthalad egy légelválasztóba, amely visszaküldi a túl méretes részecskéket a malomba. Néha a malmot egy forró levegővel fújt kalapácsos malom előz meg, amely a szárítás nagy részét végzi és milliméteres nagyságúra zúzott anyagot hoz létre. A golyósmalom nem túl hatékony és általánosan 10–20 kW·h elektromos áramot fogyaszt tonnánként.

### Görgős malom
Ez a fajta malom a legelterjedtebb jelenleg. Általában a nyersanyag egy forgó tálcára kerül, amire acél görgőket szorítanak. A tányérhoz közel magas sebességű forró gázt fújnak be, hogy a finom minőségű részecskéket elsöpörje, amint keletkeznek. A gázáram szállítja a finom részecskéket egy integrált levegő elválasztóba, ami visszaküldi a nagyobb részecskéket az őrlőbe. A finom anyagot egy csövön keresztül fújatják, amit egy ciklon kap el, mielőtt a tárolóba kerülne. A hátramaradó poros gázt átvezetik a porleválasztó filteren és általában a visszamaradó port visszaadják a nyerslisztbe. Az adagoló anyag mérete maximum 100 mm lehet. A görgős malmok hatékonyak, a golyós malom energiájának csak felét használják és úgy tűnik szinte bármekkora méretűek lehetnek. Már óránkénti 800 tonnás görgős malmot is helyeztek üzembe. A golyós malmokkal ellentétben a malom adagolása rendszeres és megszakítás nélküli kell, hogy legyen, máskülönben a keletkező rezgések károsíthatják a berendezést.

### Kalapácsos malom
A kalapácsos (törő-) malmokat az égetőkemence forró gázával fújatják. Ezt a típust nem igazán lehet használni puha, nedves nyersanyagok őrléséhez. Az egyszerű működés azt jelenti, hogy magasabb hőmérsékleten is üzemel, mint más malmok, ezért magas a szárító kapacitása. Azonban az őrlési foka gyenge és az őrölt terméket újra őrölni kell egy golyósmalomban.

## Külső hivatkozások
- www.baubid.hu, A cementgyártás folyamata.
- www.falujitasepites.gportal.hu, A cementgyártás folyamata